# Seio reto
O seio reto (seio tentorial) está situado na linha de junção da foice do cérebro com o tentório do cerebelo.
Ele é triangular, aumenta de tamanho quanto mais posterior, e corre inferiormente e para trás do final do seio sagital inferior para o seio transverso do lado oposto ao que o seio sagital superior está prolongado.
Sua porção terminal se comunica com um ramo cruzado com a confluência dos seios. Além do seio sagital inferior, ele recebe a veia cerebral magna (de Galeno) e as veias cerebelares superiores.

## Imagens adicionais

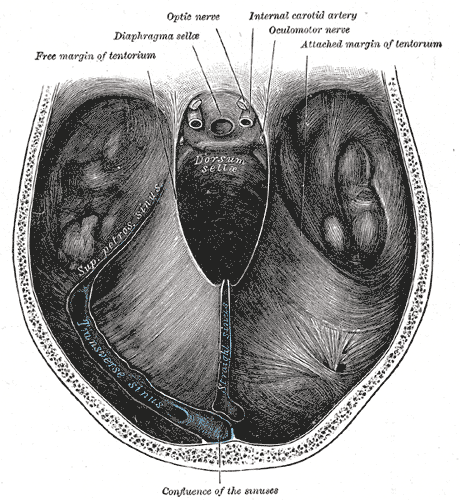
Tentório (tenda) do cerebelo vista de cima.